# Polyphem

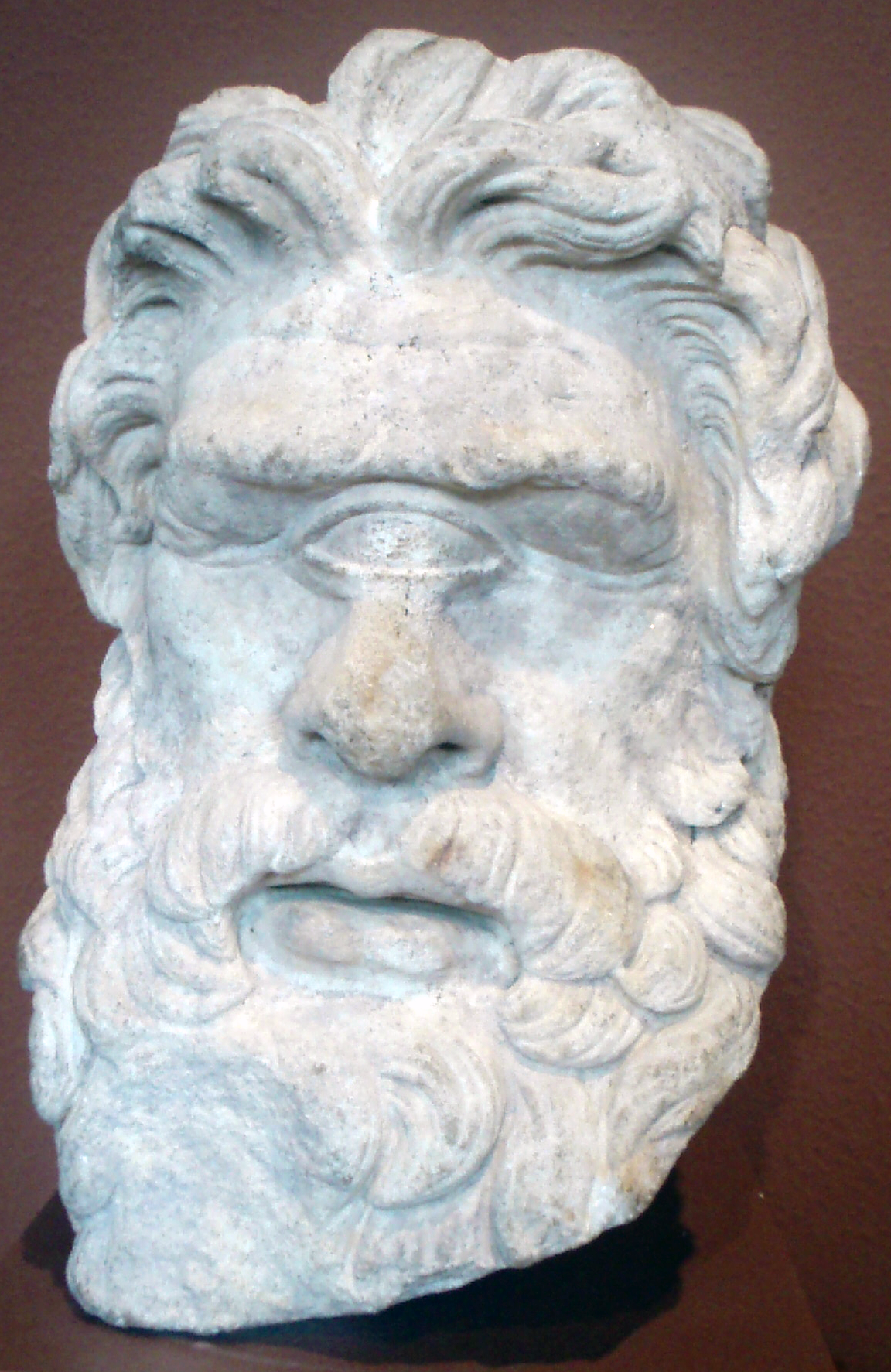
Kopf des Kyklopen Polyphem, Marmor, Griechenland, 2. Jh. v. Chr. oder römische Kopie

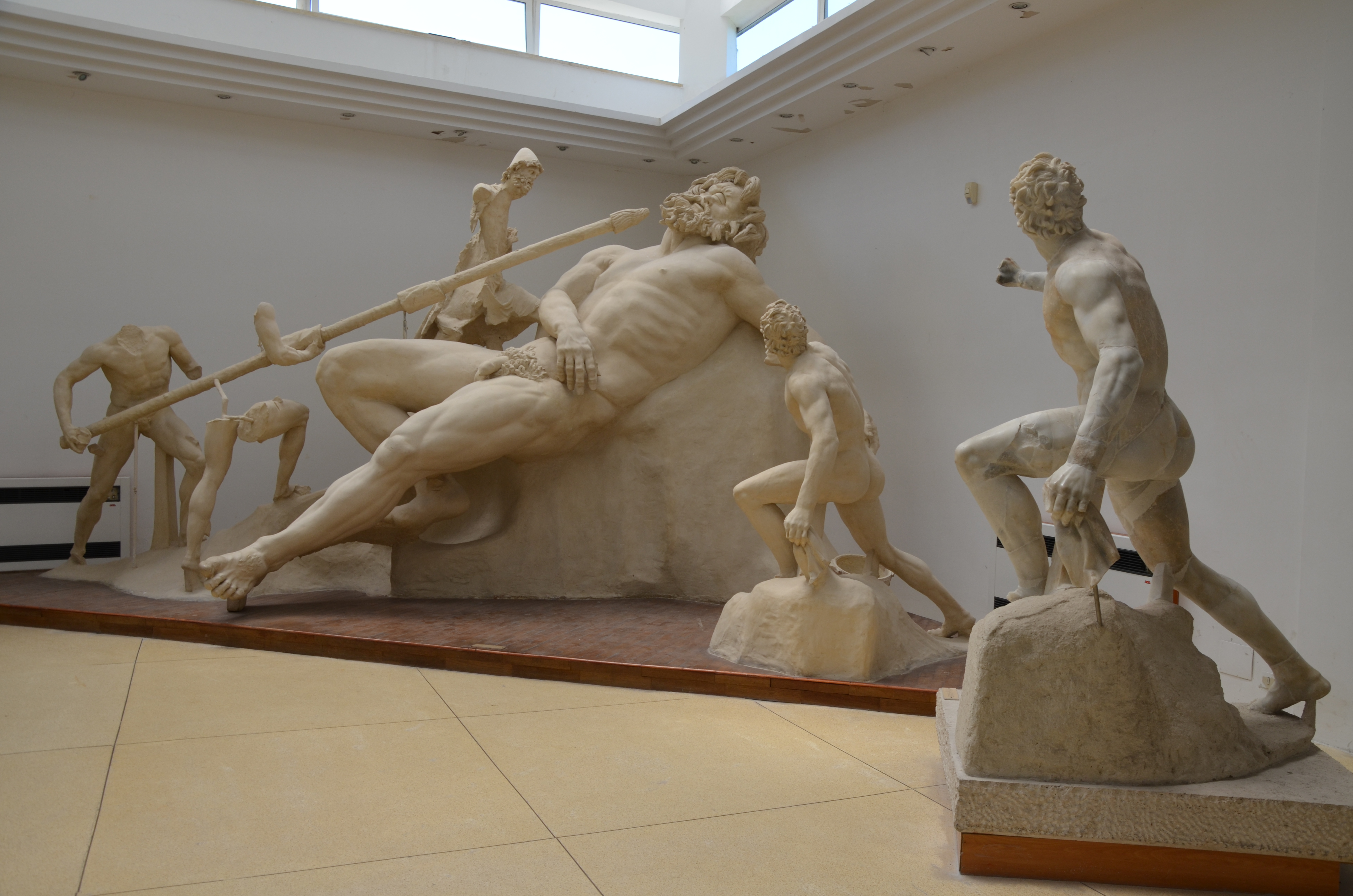
Odysseus und seine Gefährten blenden Polyphem, Gruppenrekonstruktion, Grotte des Tiberius, Museo Archeologico di Sperlonga. Die Fragmente gehörten zu einer römischen Kopie eines hellenistischen Originals.

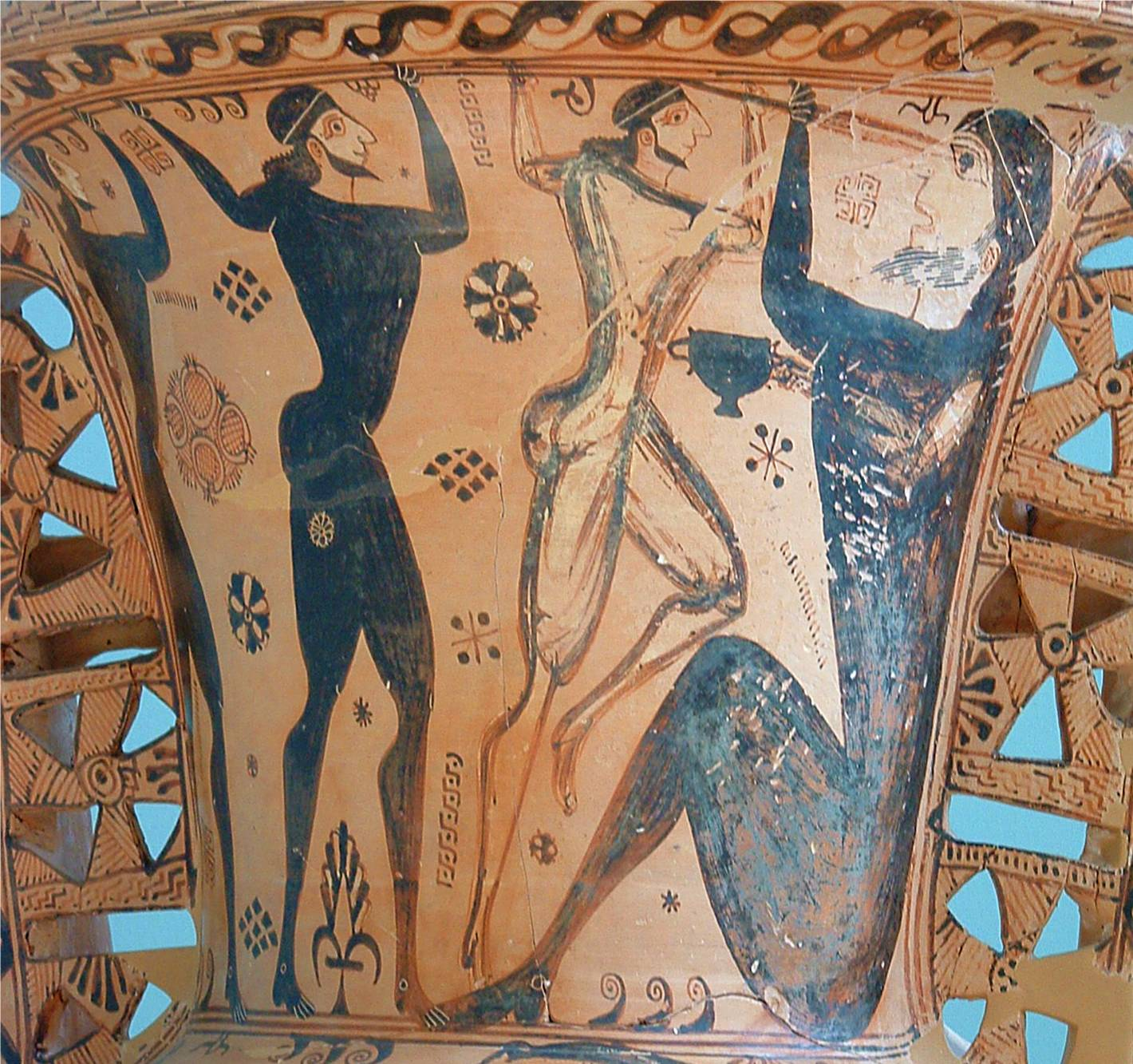
Odysseus und seine Gefährten blenden Polyphem, Detail einer proto-attischen Amphora des Polyphem-Malers, um 650 v. Chr., Museum von Eleusis, Inv. 2630.

Polyphem (altgriechisch Πολύφημος Polýphēmos, „der Vielgerühmte“) ist in der griechischen Mythologie ein Kyklop, ein einäugiger Riese. Er ist ein Sohn des Poseidon und der Meeresnymphe Thoosa, Tochter des Phorkys.

## Polyphem in der Odyssee
Die älteste erhaltene Erwähnung Polyphems findet sich in der Odyssee Homers. Der Autor beschreibt die Kyklopen nicht explizit als einäugig, nach anderen Quellen aber besaßen die Kyklopen nur ein einziges, mitten auf der Stirn befindliches Auge, was Homer vielleicht als bekannt voraussetzt.
In der Odyssee lebt der Riese mit anderen Kyklopen an einer waldbedeckten Küste, jedoch abseits von ihnen in einer Höhle, und ist der Hirte einer Schaf- und Ziegenherde. Odysseus landet bald nach dem Trojanischen Krieg, nach der Station bei den Lotophagen, mit seinen Schiffen auf einer vorgelagerten Insel, der sogenannten Ziegeninsel. Er beschließt am folgenden Tag, die Küste der Kyklopen zu besuchen. Die Suche nach deren Bewohnern führt ihn mit zwölf seiner Gefährten in Polyphems Höhle, wo sich die Mannschaft an den Vorräten des noch unbekannten Bewohners gütlich tut. Als der Kyklop am Abend die Tiere in seine Behausung treibt, diese mit einem mächtigen Felsbrocken verschließt, dann zunächst seine Herde versorgt und letztlich die Eindringlinge bemerkt, stellt sich Odysseus als schiffbrüchiger Grieche vor und bittet um Gastrecht – eine unter den Griechen geübte Sitte, die aufgrund ihrer Vorteilhaftigkeit unter dem besonderen Schutz des Zeus stand. Polyphem jedoch nennt Odysseus einen törichten Narren, verhöhnt auf seine Autonomie und Unabhängigkeit verweisend die Götter und verweigert das Gastrecht. Vielmehr greift er sich unversehens zwei der Gefährten, zerschmettert sie und frisst sie Gliedmaße für Gliedmaße. Gesättigt legt sich der Riese schlafen; die Griechen wagen nicht, ihn zu töten, da sie auch gemeinsam nicht imstande wären, den Fels vom Höhlenausgang wegzuwälzen.
Am nächsten Tag reduziert der Kyklop die Gruppe seiner Gefangenen um weitere zwei Mitglieder. Odysseus kommt dem riesigen Hirten nun von sich aus mit einem Gastgeschenk diplomatisch entgegen und serviert starken Wein: der passe gut zu Menschenfleisch. Als Gegengabe erbittet er nur, mit seinen Gefährten freigelassen zu werden. Redselig geworden, will Polyphem nun erfahren, welchen Namen Odysseus trage, damit er wisse, an wen er seinerseits ein Gastgeschenk gebe. Nachdem Odysseus dem Riesen dreimal den Wein nachgefüllt hat, nennt er sich in listiger Voraussicht Niemand (Griechisch Οὖτις) und gibt damit ein Rätsel auf, das zu lösen der Kyklop nicht in der Lage sein wird. Nun eröffnet ihm Polyphem, womit er das Entgegenkommen seinerseits zu erwidern gedenke: Niemand werde er als letzten verspeisen, dies sei sein Gastgeschenk. Damit folgt Polyphem, trotz dem in gewisser Hinsicht absurden Gastgeschenk, ganz den mit dem Gastrecht der Griechen verbundenen Bräuchen.
Nachdem Polyphem in tiefen Schlaf gefallen ist, rammen ihm die gefangenen Griechen einen glühenden Pfahl in sein Auge, besorgt, den Riesen nicht zu töten. Polyphem schreit in seinem Schmerz die anderen Kyklopen um Hilfe herbei. Auf ihr Fragen nach dem Geschehen antwortet er: „Freunde! Niemand tötet mich mit List und nicht mit Gewalt!“ Den Sinn missverstehend, lassen ihn seine Artgenossen allein, denn sie glauben, Polyphem sei infolge einer gottgesandten Krankheit des Geistes verwirrt.
Als der Geblendete seine Tiere am nächsten Morgen zur Weide hinauslassen muss, ist er noch klug genug, deren Rücken der Reihe nach abzutasten. Odysseus und seinen sechs überlebenden Gefährten gelingt es dennoch, aus der Höhle zu entkommen, weil sie sich seinem Rat gemäß jeweils unten am Bauch der Schafe festklammern. Gemeinsam wieder auf dem Schiff, verhöhnt Odysseus den blinden Riesen, dem es fast noch gelungen wäre, die Fliehenden mit einer Serie geworfener Felsen zu erschlagen. (Spätere Quellen setzten ihre über der Meeresfläche sichtbaren Reste mit den Zyklopeninseln vor der Küste des Ätna auf Sizilien gleich.) Glücklich außer Wurfweite gelangt, ruft Odysseus dem Riesen noch seinen wahren Namen zu. Da erinnert sich Polyphem, wie ihn einst der Seher Telemos vor dem Verlust seines Auges durch diesen griechischen Helden gewarnt hatte. Der Riese betet daraufhin zu seinem – Odysseus ohnehin feindlich gesinnten – Vater Poseidon um Rache, ihn anflehend, Odysseus nicht wieder in seine Heimat zurückkehren zu lassen. Poseidon erhört die Bitte. So kommt es zur zehnjährigen Irrfahrt des Odysseus, und nur durch das Eingreifen von Pallas Athene und Zeus gelangt der Held schließlich doch wieder heim zu seiner auf Ithaka wartenden Gattin, freilich unter vollständigem Verlust seiner Mannschaft.

## Ursprung und Verbreitung des Polyphem-Motivs
Die tragenden Handlungselemente der Geschichte von Odysseus und Polyphem (u. a. „Ein Ungeheuer überprüft Tiere, die weggehen.“) sind in der Folklore vieler anderer europäischer Ethnien erkennbar, oft zusammengefasst unter dem Titel „Die Blendung des Ogers“. Wilhelm Grimm sammelte Versionen in Serbisch, Rumänisch, Estnisch, Finnisch, Russisch und Deutsch. Darüber hinaus sind isländische, lappische, litauische, baskische, syrische und keltische Varianten bekannt. Als deutsche Version des Polyphem-Motivs wird die Erzählung Der Räuber und seine Söhne genannt. In einer alten isländischen Variante ziehen sich Kinder, die von einer Riesin gefangen gehalten werden, Schweinshäute an, um in dieser Tarnung aus ihrer Höhle zu entkommen.
Auf Grund der weiten Verbreitung der zentralen Handlungselemente geht die Finnische Schule von einem gemeinsamen Ursprung der Sage aus. Auf Basis von insgesamt 98 Handlungselementen aus 44 verschiedenen Überlieferungen wurde dazu eine phylogenetischen Rekonstruktion durchgeführt. Diese aus der Evolutionsbiologie entlehnte Methode wird zur Bestimmung der genetischen Abstammung oder Verwandtschaftsbeziehungen von Mythen benutzt.
Die Überlieferung in der Version der Walliser erwies sich dabei als diejenige, die einer prähistorischen, europäischen Ursprungsversion am nächsten kam.

## Spätere Überlieferungen
Griechische Dichter und bildende Künstler folgten in den darauffolgenden Jahrhunderten im Wesentlichen dieser Erzählung der Odyssee. Hervorzuheben sind etwa Vertreter der älteren Komödie wie Epicharmos und Kratinos oder das Satyrspiel Kyklops von Euripides.
Ein neues, burleskes Motiv brachte der von der griechischen Insel Kythera stammende Dichter Philoxenos in einem Dithyrambos hervor, in dem Polyphem als unglücklicher Freier der Nereide Galateia porträtiert wird. Polyphem warb geduldig, aber ungeschlacht um die Nymphe, die ihn verschmähte und schalkhaft abwies. Der liebeskranke Riese suchte Trost in Gesang und Tanz. Die Liebe des Kyklopen machte sich auch Odysseus für seine List zunutze. Die Episode von Polyphem und Galatea wurde in der mittleren griechischen Komödie und von bekannten alexandrinischen Dichtern wie Kallimachos und Theokritos aufgegriffen. Ovid schuf zu dieser Geschichte durch die Einführung der Gestalt des Acis auch ein tragisches Moment. Acis war ein Sohn des Faunus und der Nymphe Symaethis. Galatea verlor ihr Herz an den hübschen Acis, bis dieser von Polyphem aus Eifersucht mit einem Felsblock zerschmettert wurde.
In der modernen literarischen und künstlerischen Rezeption steht nicht die homerische Erzählung, sondern die von der Nymphe nicht erwiderte Liebe Polyphems im Vordergrund.

## Sonstiges
Eine der beiden Türen im Reichstagsgebäude, die zum „Hammelsprung“ genutzt wurden, trug eine Intarsienarbeit, die die Bezeichnung dieses Abstimmungsverfahrens aufgriff und Polyphem als Schäfer mit Hirtenstab beim Zählen seiner Schafe zeigte.
Die Pfeilschwanzkrebs-Art Limulus polyphemus trägt den Namen des Zyklopen im Artepitheton. Der Name geht darauf zurück, dass man ursprünglich dachte, die Art habe nur ein Auge, was sich jedoch als falsch herausstellte.